# Marnick Vermijl
Marnick Danny Vermijl (Peer, 13 de enero de 1992) es un futbolista belga que juega como defensa para el KVV Thes Sport.

## Trayectoria
Nació en Peer, Bélgica. Vermijl era jugador de la cantera del Standard Lieja, pero no jugó para el primer equipo antes de trasladarse al Manchester United para la temporada 2010-11, convirtiéndose en el segundo jugador belga en jugar para el equipo.

### Manchester United
Hizo su debut en un amistoso contra Shamrock Rovers marcando dos goles e hizo 24 apariciones con el equipo de reserva en su primera temporada. Hizo su debut profesional el 26 de septiembre de 2012, en la victoria en la Copa de la Liga contra el Newcastle United en Old Trafford.

#### NEC (cesión)
El 2 de septiembre de 2013, Vermijl se unió al equipo neerlandés NEC en calidad de préstamo hasta el final de la temporada.

## Selección nacional
Vermijl tiene 12 aparicones y tres goles para el equipo sub-17 de Bélgica, nueve apariciones y ningún gol para el equipo sub-18 de Bélgica, y 14 apariciones y dos goles para el equipo sub-19 de Bélgica.

## Estadísticas de carrera
| Club              | Temporada     | Liga | Liga  | Copa | Copa  | Copa de la Liga | Copa de la Liga | Europa | Europa | Otros | Otros | Total | Total |
| Club              | Temporada     | Apar | Goles | Apar | Goles | Apars           | Goles           | Apar   | Goles  | Apar  | Goles | Apar  | Goles |
| ----------------- | ------------- | ---- | ----- | ---- | ----- | --------------- | --------------- | ------ | ------ | ----- | ----- | ----- | ----- |
| Manchester United | 2012–13       | 0    | 0     | 0    | 0     | 1               | 0               | 0      | 0      | –     | –     | 1     | 0     |
| Manchester United | 2013–14       | 0    | 0     | 0    | 0     | 0               | 0               | 0      | 0      | 0     | 0     | 0     | 0     |
| Manchester United | Total         | 0    | 0     | 0    | 0     | 1               | 0               | 0      | 0      | 0     | 0     | 1     | 0     |
| NEC (Cesión)      | 2013–14       | 28   | 3     | 2    | 0     | –               | –               | –      | –      | –     | –     | 30    | 3     |
| Total carrera     | Total carrera | 28   | 3     | 2    | 0     | 1               | 0               | 0      | 0      | 0     | 0     | 31    | 3     |

Estadísticas actualizadas el 17 de julio de 2014.